# Jean Janssens (piłkarz)
Jean Janssens (ur. 28 września 1944 w Beveren) – piłkarz belgijski, występujący na pozycji napastnika.
Z zespołem KSK Beveren w 1979 zdobył mistrzostwo Belgii, a w 1978 puchar tego kraju. W latach 2004–2006 rozegrał 7 meczów i strzelił 1 gola w reprezentacji Belgii.
Otrzymał Nagrodę Złotego Buta za 1979 rok, którą dziennik Het Laatste Nieuws przyznaje najlepszemu piłkarzowi ligi belgijskiej.